# Kekri
Kekri é uma cidade e um município no distrito de Ajmer, no estado indiano de Rajastão.

## Geografia
Kekri está localizada a 25° 58′ N, 75° 09′ L. Tem uma altitude média de 347 metros (1138 pés).

## Demografia
Segundo o censo de 2001, Kekri tinha uma população de 34,129 habitantes. Os indivíduos do sexo masculino constituem 52% da população e os do sexo feminino 48%. Kekri tem uma taxa de literacia de 63%, superior à média nacional de 59.5%: a literacia no sexo masculino é de 74% e no sexo feminino é de 51%. Em Kekri, 15% da população está abaixo dos 6 anos de idade.